# Gerónimo Badaracco
Gerónimo Badaracco (ur. ?, zm. ?) – argentyński piłkarz, grający podczas kariery na pozycji pomocnika.

## Kariera klubowa
Gerónimo Badaracco podczas piłkarskiej kariery występował w Argentino Quilmes i San Isidro. Z San Isidro zdobył wicemistrzostwo Argentyny w 1915.

## Kariera reprezentacyjna
W reprezentacji Argentyny Badaracco występował w latach 1912–1918. W reprezentacji zadebiutował 22 września 1912 w przegranym 0-1 meczu z Urugwajem, którego stawką było Gran Premio de Honor Uruguayo.
W 1916 wystąpił w pierwszych oficjalnych Mistrzostwach Ameryki Południowej. Na turnieju w Buenos Aires wystąpił tylko w meczu z Urugwajem. Ostatni raz w reprezentacji Badaracco wystąpił 29 września 1918 w wygranym 2-0 meczu z Urugwajem, którego stawką było Copa Newton. Ogółem w barwach albicelestes wystąpił w 13 meczach.
| Mecze i gole w reprezentacji | Mecze i gole w reprezentacji | Mecze i gole w reprezentacji | Mecze i gole w reprezentacji | Mecze i gole w reprezentacji | Mecze i gole w reprezentacji | Mecze i gole w reprezentacji |
| #                            | Data                         | Miasto                       | Przeciwnik                   | Gol                          | Wynik                        | Rozgrywki                    |
| ---------------------------- | ---------------------------- | ---------------------------- | ---------------------------- | ---------------------------- | ---------------------------- | ---------------------------- |
| 1.                           | 22.09.1912                   | Buenos Aires                 | Urugwaj                      |                              | 0:1                          | Gran Premio                  |
| 2.                           | 31.08.1913                   | Buenos Aires                 | Urugwaj                      |                              | 2:0                          | Gran Premio                  |
| 3.                           | 30.08.1914                   | Montevideo                   | Urugwaj                      |                              | 2:3                          | Gran Premio                  |
| 4.                           | 18.07.1915                   | Montevideo                   | Urugwaj                      |                              | 3:2                          | Gran Premio                  |
| 5.                           | 15.08.1915                   | Buenos Aires                 | Urugwaj                      |                              | 2:1                          | Copa Lipton                  |
| 6.                           | 12.09.1915                   | Montevideo                   | Urugwaj                      |                              | 0:2                          | Copa Newton                  |
| 7.                           | 06.07.1916                   | Buenos Aires                 | Chile                        |                              | 6:1                          | Copa América                 |
| 8.                           | 10.07.1916                   | Buenos Aires                 | Brazylia                     |                              | 1:1                          | Copa América                 |
| 9.                           | 12.07.1916                   | Buenos Aires                 | Chile                        |                              | 1:0                          | towarzyski                   |
| 10.                          | 17.07.1916                   | Avellaneda                   | Urugwaj                      |                              | 0:0                          | Copa América                 |
| 11.                          | 15.08.1918                   | Buenos Aires                 | Urugwaj                      |                              | 0:0                          | Gran Premio                  |
| 12.                          | 20.09.1918                   | Montevideo                   | Urugwaj                      |                              | 1:1                          | Copa Lipton                  |
| 13.                          | 29.09.1918                   | Buenos Aires                 | Urugwaj                      |                              | 2:0                          | Copa Newton                  |